# اووکلند (کارولینای جنوبی)
اووکلند(به انگلیسی: Oakland) شهری در ایالت کارولینای جنوبی کشور ایالات متحده آمریکا است که جمعیت آن در سرشماری سال ۲۰۱۰ میلادی، ۱٬۲۳۲ نفر بوده‌است.